# Зелёнковский сельсовет
Зелёнковский сельсовет — административная единица на территории Полоцкого района Витебской области Республики Беларусь. Административный центр — агрогородок Зелёнка.

## История
Образован в 1968 году.

## Состав
Зеленковский сельсовет включает 21 населённый пункт:
- Булавки — деревня.
- Вороново — деревня.
- Гендики — деревня.
- Дмитровщина — деревня.
- Жарцы — деревня.
- Заенки — деревня.
- Зелёнка — агрогородок.
- Козьи Горки — деревня.
- Коповище — деревня.
- Лукавцы — деревня.
- Лютовка — деревня.
- Молодежки — деревня.
- Мостовуха — деревня.
- Поташенки — деревня.
- Сестрёнки — деревня.
- Сухой Бор — деревня.
- Федотенки — деревня.
- Чернея — деревня.
- Черное — деревня.
- Щеперня — деревня.
- Яковцы — деревня.